# Sean Murray (futbolista)
Sean Murray (Abbots Langley, 11 de octubre de 1993) es un futbolista irlandés, nacido en Inglaterra, que juega de centrocampista en el Cork City F. C. de la Premier Division.

## Trayectoria
Murray comenzó su carrera deportiva en el Watford del EFL Championship, con el que debutó el 30 de abril de 2011, en un partido frente al Queens Park Rangers.
En la temporada 2014-15 logró el ascenso, con el Watford, a la Premier League, siendo cedido al año siguiente Wigan Athletic.
En 2016 fichó por el Swindon Town, club que abandonó a mitad de temporada por el Colchester United, en el que permaneció hasta 2018, año en el que fichó por el Vejle Boldklub.

### Dundalk
El 5 de febrero de 2019 fichó por Dundalk F. C., con el que consiguió debutar en la fase de grupos de la Liga Europa de la UEFA, donde, además, anotó su primer gol en competición europea.

## Selección nacional
Murray fue internacional sub-17, sub-19 y sub-21 con la selección de fútbol de Irlanda.

## Clubes
| Club                          | País              | Año       |
| ----------------------------- | ----------------- | --------- |
| Watford F. C.                 | Inglaterra        | 2010-2016 |
| Wigan Athletic F. C. (cedido) | Inglaterra        | 2015      |
| Swindon Town F. C.            | Inglaterra        | 2016-2017 |
| Colchester United F. C.       | Inglaterra        | 2017-2018 |
| Vejle Boldklub                | Dinamarca         | 2018-2019 |
| Dundalk F. C.                 | Irlanda           | 2019-2021 |
| Glentoran F. C.               | Irlanda del Norte | 2022-2024 |
| Cork City F. C. (cedido)      | Irlanda           | 2024      |
| Cork City F. C.               | Irlanda           | 2024-     |

## Palmarés

### Títulos nacionales
| Título                     | Club          | País    | Año  |
| -------------------------- | ------------- | ------- | ---- |
| Premier Division           | Dundalk F. C. | Irlanda | 2019 |
| Copa de la Liga de Irlanda | Dundalk F. C. | Irlanda | 2019 |
| Supercopa de Irlanda       | Dundalk F. C. | Irlanda | 2019 |